# Claude Simon (vescovo)
Claude Simon (Semur-en-Auxois, 15 novembre 1744 – Grenoble, 3 ottobre 1825) è stato un vescovo cattolico francese.

## Biografia
Eletto vescovo di Grenoble nel 1802, restaurò la diocesi e vi svolse un'intensa attività pastorale: aprì il seminario maggiore nell'antico convento dei frati minimi e i seminari minori di La Côte-Saint-André e Grenoble; pubblicò nuovi statuti diocesani; creò una cassa di risparmio in favore dei sacerdoti anziani e ripristinò le conferenze ecclesiastiche.
Il 13 agosto 1815 ordinò prete Giovanni Maria Vianney.
Nel 1821 riscì a far stabilire a Grenoble una comunità di suore della Natività di Nostro Signore di Crest. A causa di alcuni disaccordi tra lui e il fondatore, nel 1824 la casa di Grenoble si separò dall'istituto-madre e si costituì in congregazione autonoma, che prese il nome di suore della Provvidenza di Corenc (di cui Simon è considerato fondatore).

## Genealogia episcopale
La genealogia episcopale è:
- Cardinale Scipione Rebiba
- Cardinale Giulio Antonio Santori
- Cardinale Girolamo Bernerio, O.P.
- Arcivescovo Galeazzo Sanvitale
- Cardinale Ludovico Ludovisi
- Cardinale Luigi Caetani
- Cardinale Ulderico Carpegna
- Cardinale Paluzzo Paluzzi Altieri degli Albertoni
- Papa Benedetto XIII
- Papa Benedetto XIV
- Papa Clemente XIII
- Cardinale Giovanni Battista Caprara Montecuccoli
- Vescovo Antoine-Xavier Maynaud de Pancemont
- Vescovo Charles Mannay
- Vescovo Claude Simon